# Colotois pallens
Colotois pallens är en fjärilsart som beskrevs av Schnaider 1950. Colotois pallens ingår i släktet Colotois och familjen mätare. Inga underarter finns listade i Catalogue of Life.